# Leuroleberis surugaensis
Leuroleberis surugaensis is een mosselkreeftjessoort uit de familie van de Cylindroleberididae. De wetenschappelijke naam van de soort is voor het eerst geldig gepubliceerd in 1982 door Hiruta.